# Ricarda Lobe
Ricarda Lobe (Landau in der Pfalz, 13 de abril de 1994) es una deportista de Alemania que compite en atletismo. Ha sido seis veces campeona de Alemania al aire libre y dos veces campeona en pista cubierta. Participó en los Juegos Olímpicos de Tokio 2020, en la prueba de 100 m vallas.